# Choriolaus gracilis
Choriolaus gracilis là một loài bọ cánh cứng trong họ Cerambycidae.